# Demilich

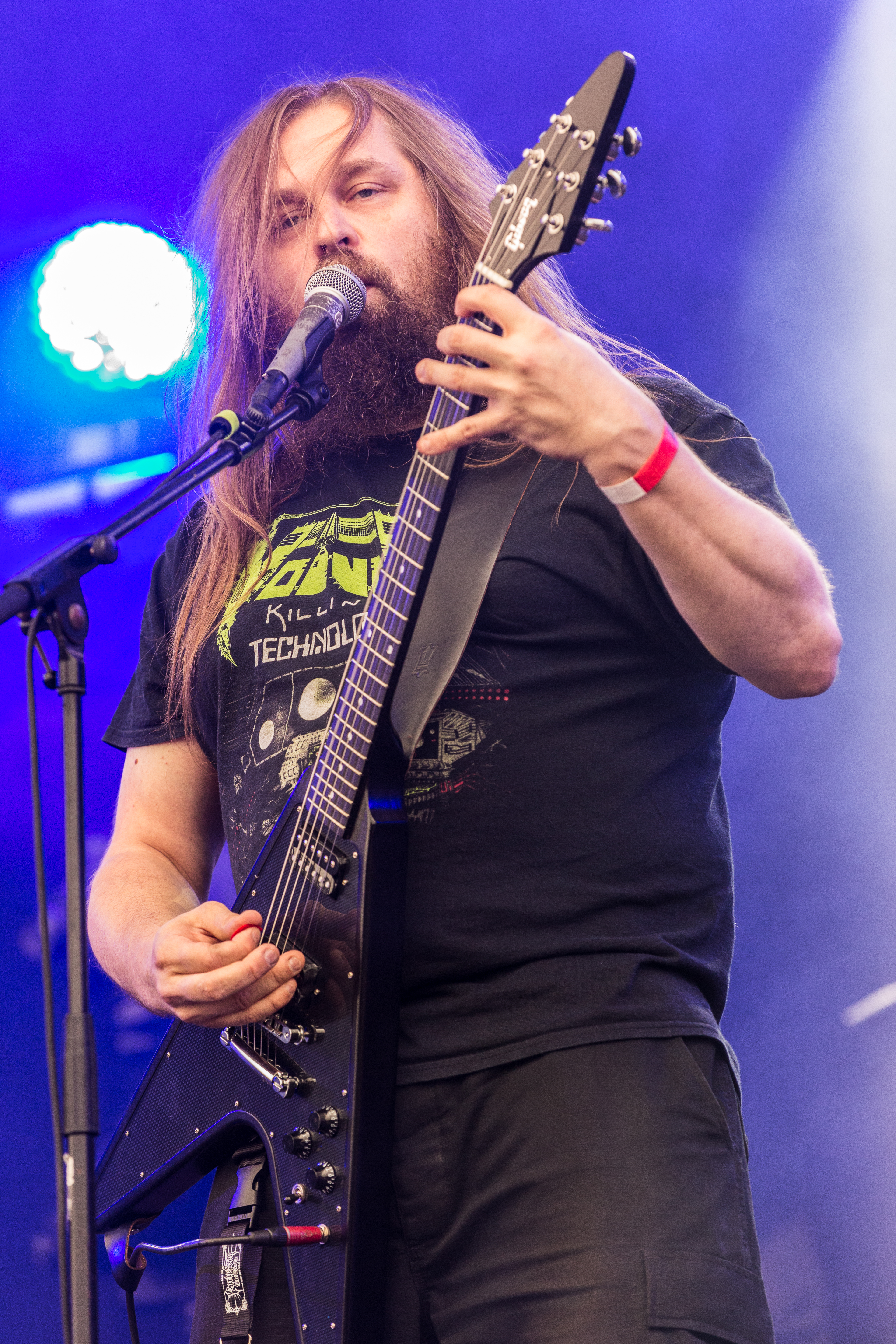
Antti Boman, Party.San 2017

Demilich ist eine Technical-Death-Metal-Band aus Finnland.

## Geschichte
Demilich gründeten sich 1990 um Sänger Antii Boman, Schlagzeuger Mikko Virnes und Bassist Jussi Teräsvirta. 1991 kam Aki Hytönen hinzu, der vorher bei Barathrum spielte. Bis 1992 entstanden insgesamt vier Demos. Vor The Echo (1992) stieg Jussi Teräsvirta aus und wurde durch Ville Koistinen ersetzt.
In diesem Line-up entstand das Debütalbum Nespithe, das 1993 über das Label Pavement veröffentlicht wurde. Ab 1995 war die Band inaktiv.
2005 fand die Band wieder zusammen und nahm 2006 zwei alte Proberaum-Stücke neu auf; beide zum ersten Mal mit Gesang. Die Stücke sind jedoch zu jener Zeit nicht veröffentlicht worden. Es folgten außerdem Auftritte in den USA sowie ein letztes Konzert am 22. Juli 2006 in Kuopio, wonach Demilich offiziell aufgelöst wurde.
Erneut wiedergegründet wurde die Band 2014. Im gleichen Jahr erschien über Svart Records die 2CD 20th Adversary of Emptiness, die sämtliche Stücke der Band umfasst, unter anderem auch die 2006 eingespielten, aber nie veröffentlichten Vanishing Sessions. Seitdem ist die Gruppe mal mehr oder weniger aktiv und spielt gelegentlich live.

## Musikstil und Bedeutung
Demilich erlangte im Underground Kultstatus, da sie einen einmaligen Sound schufen. Sie kombinierten brutalen Death Metal mit melodiösen Gitarren und unterlegten diesen mit einem, selbst für Death-Metal-Verhältnisse sehr tiefen, gutturalen Gesang. Die Musik ist wenig eingängig und sehr komplex gehalten. Die Musik beinhaltet ständige Tempowechsel und häufige Gitarrensolos. Zum Teil wird die Musik als jazzig beschrieben. Die Band gilt daher als ein Vorreiter des Technical-Death-Metals.
Die Nachfrage nach dem einzigen regulären Album Nespithe ist hoch. Daher wurde das Album mehrfach wiederveröffentlicht, unter anderem 1996 über Repulse Records, 2004 über Necropolis Records und 2009 über Xtreem Music.

## Diskografie

### Alben
- 1993: Nespithe (Pavement Music)

### Kompilationen
- 2014: 20th Adversary of Emptiness (2CD, Svart Records)
- 2018: Em9t2ness of Van2s1ing / V34ish6ng 0f Emptiness (2LP, Svart Records)

### EPs
- 2021: Vanishing Sessions (MC, Dissonant Tapes)

### Demos
- 1991: Regurgitation of Blood
- 1991: The Four Instructive Tales ...of Decomposition
- 1992: ...Somewhere Inside the Bowels of Endlessness...
- 1992: The Echo

## Coverversionen
- Die deutsche Band Fleshcrawl coverte Embalmed Beauty Sleep.
- Die Brasilianer von Fleshgrinder coverte Raped Embalmed Beauty Sleep.